# Listă de scrutine după țări
Articolul de față oferă informații despre tipul de alegeri din fiecare țară.

## A
|                    | Țară                       | Șef de stat     | Parlament/Legislatură       | Parlament/Legislatură |
| Camera Deputaților | Țară                       | Șef de stat     | Camera Superioară           |                       |
| ------------------ | -------------------------- | --------------- | --------------------------- | --------------------- |
| Afganistan         | Alegeri Directe            | Alegeri Directe | Alegeri indirecte și Numiri |                       |
| Åland              |                            | Alegeri Directe | Alegeri Directe             |                       |
| Albania            | Alegeri de către parlament | Alegeri Directe | Alegeri Directe             |                       |
| Algeria            | Alegeri Directe            | Alegeri Directe | Alegeri indirecte și Numiri |                       |
| Samoa Americana    | [ 1 ]                      | Alegeri Directe | Alegeri de către șefi       |                       |
| Andorra            | Ex officio                 | Alegeri Directe | Alegeri Directe             |                       |
| Angola             | Alegeri Directe            | Alegeri Directe | Alegeri Directe             |                       |
| Anguilla           |                            | Alegeri Directe | Alegeri Directe             |                       |
| Antigua si Barbuda | Monarhie                   | Alegeri Directe | Numiri                      |                       |
| Argentina          | Alegeri Directe            | Alegeri Directe | Alegeri Directe             |                       |
| Armenia            | Alegeri Directe            | Alegeri Directe | Alegeri Directe             |                       |
| Aruba              |                            | Alegeri Directe | Alegeri Directe             |                       |
| Australia          | Monarhie                   | Alegeri Directe | Alegeri Directe             |                       |
| Austria            | Alegeri Directe            | Alegeri Directe | Alegeri indirecte           |                       |
| Azerbaijan         | Alegeri Directe            | Alegeri Directe | Alegeri Directe             |                       |

## B
|                            | Țară                       | Șef de stat     | Parlament/Legislatură        | Parlament/Legislatură |
| Camera Deputaților         | Țară                       | Șef de stat     | Camera Superioară            |                       |
| -------------------------- | -------------------------- | --------------- | ---------------------------- | --------------------- |
| Bahamas                    | Monarhie                   | Alegeri Directe | Numiri                       |                       |
| Bahrain                    | Bahrain                    | Monarchy        | Direct election              | Numiri                |
| Bangladesh                 | Alegeri de catre Parlament | Alegeri Directe | Alegeri Directe              |                       |
| Barbados                   | Monarhie                   | Alegeri Directe | Numiri                       |                       |
| Belarus                    | Alegeri Directe            | Alegeri Directe | Alegeri indirecte si Numiri  |                       |
| Belgia                     | Monarhie                   | Alegeri Directe | Alegeri Directe si Indirecte |                       |
| Belize                     | Monarchie                  | Alegeri Directe | Numiri                       |                       |
| Benin                      | Alegeri Directe            | Alegeri Directe | Alegeri Directe              |                       |
| Bermuda                    |                            | Alegeri Directe | Numiri                       |                       |
| Bhutan                     | Monarhie                   | Alegeri Directe | Alegeri Directe si Numiri    |                       |
| Bolivia                    | Alegeri Directe            | Alegeri Directe | Alegeri Directe              |                       |
| Bosnia și Herzegovina      | Presedinție colectivă      | Alegeri Directe | Alegeri indirecte            |                       |
| Botswana                   | Alegeri de catre parlament | Alegeri Directe | Ereditare si Numiri          |                       |
|                            | Brazila                    | Alegeri Directe | Alegeri Directe              | Alegeri Directe       |
| Insulele Virgine Britanice |                            | Alegeri Directe | Alegeri Directe              |                       |
| Brunei                     | Monarhie                   | Numiri          | Numiri                       |                       |
| Bulgaria                   | Alegeri Directe            | Alegeri Directe | Alegeri Directe              |                       |
| Burkina Faso               | Alegeri Directe            | Alegeri Directe | Alegeri Directe              |                       |
| Burundi                    | Alegeri Directe            | Alegeri Directe | Alegeri Directe              |                       |

## C
|                            | Tara                       | Sef de stat       | Parlament/Legislatura | Parlament/Legislatura |
| Camera Deputatilor         | Tara                       | Sef de stat       | Camera Superioara     |                       |
| -------------------------- | -------------------------- | ----------------- | --------------------- | --------------------- |
| Cambodgia                  | Monarhie                   | Alegeri Directe   | Alegeri Directe       |                       |
| Camerun                    | Alegeri Directe            | Alegeri Directe   | Alegeri Directe       |                       |
| Canada                     | Monarhie                   | Alegeri Directe   | Numiri                |                       |
| Capul Verde                | Alegeri Directe            | Alegeri Directe   | Alegeri Directe       |                       |
| Insulele Cayman            | Monarchy                   | Alegeri Directe   |                       |                       |
| Republica Central Africana | Alegeri Directe            | Alegeri Directe   | Alegeri Directe       |                       |
| Ciad                       | Alegeri Directe            | Alegeri Directe   | Alegeri Directe       |                       |
| Chile                      | Alegeri Directe            | Alegeri Directe   | Alegeri Directe       |                       |
| Republica Populara China   | Alegeri de catre Parlament | Alegeri indirecte | Alegeri indirecte     |                       |
| Columbia                   | Alegeri Directe            | Alegeri Directe   | Alegeri Directe       |                       |
| Comoros                    | Alegeri Directe            | Alegeri indirecte | Alegeri indirecte     |                       |
| Congo (Brazzaville)        | Alegeri Directe            | Alegeri Directe   | Alegeri indirecte     |                       |
| Congo (Kinshasa)           | Alegeri Directe            | Alegeri Directe   | Alegeri Directe       |                       |
| Insulele Cook              | Monarhie                   | Alegeri Directe   | Alegeri Directe       |                       |
| Costa Rica                 | Alegeri Directe            | Alegeri Directe   | Alegeri Directe       |                       |
| Coasta de Fildes           | Alegeri Directe            | Alegeri Directe   | Alegeri Directe       |                       |
| Croatia                    | Alegeri Directe            | Alegeri Directe   | Alegeri Directe       |                       |
| Cuba                       | Alegeri de catre Parlament | Alegeri Directe   | Alegeri Directe       |                       |
| Cipru                      | Alegeri Directe            | Alegeri Directe   | Alegeri Directe       |                       |
| Republica Ceha             | Alegeri de catre Parlament | Alegeri Directe   | Alegeri Directe       |                       |

## D
|                      | Tara                       | Sef de stat     | Parlament/Legislatura | Parlament/Legislatura |
| Camera Deputatilor   | Tara                       | Sef de stat     | Camera Superioara     |                       |
| -------------------- | -------------------------- | --------------- | --------------------- | --------------------- |
| Denemarca            | Monarhie                   | Alegeri Directe | Alegeri Directe       |                       |
| Djibouti             | Alegeri Directe            | Alegeri Directe | Alegeri Directe       |                       |
| Dominica             | Alegeri de catre Parlament |                 |                       |                       |
| Republica Dominicana | Alegeri Directe            | Alegeri Directe | Alegeri Directe       |                       |

## E
|                     | Tara                                                                    | Sef de stat     | Parlament/Legislatura     | Parlament/Legislatura |
| Camera Deputatilor  | Tara                                                                    | Sef de stat     | Camera Superioara         |                       |
| ------------------- | ----------------------------------------------------------------------- | --------------- | ------------------------- | --------------------- |
| Timorul de Est      | Alegeri Directe                                                         | Alegeri Directe | Alegeri Directe           |                       |
| Ecuador             | Alegeri Directe                                                         | Alegeri Directe | Alegeri Directe           |                       |
| Egypt               | Alegeri Directe                                                         | Alegeri Directe | Alegeri Directe si Numiri |                       |
| El Salvador         | Alegeri Directe                                                         | Alegeri Directe | Alegeri Directe           |                       |
| Anglia              | Alegeri Directe                                                         | Alegeri Directe | Alegeri Directe           |                       |
| Guineea Ecuatorială | Alegeri Directe                                                         | Alegeri Directe | Alegeri Directe           |                       |
| Eritrea             | Auto-Numiri                                                             | Numiri          | Numiri                    |                       |
| Estonia             | Alegeri de catre Parlament (1.-3. runda) / Colegiu Electoral (4. runda) | Alegeri Directe | Alegeri Directe           |                       |
| Ethiopia            | Alegeri de catre Parlament                                              | Alegeri Directe | Alegeri indirecte         |                       |
| U.E                 | Numiri and Rotația membrilos șefilor de guvern                          | Alegeri Directe |                           |                       |

## F
|                    | Țară                                        | Șef de stat     | Parlament/Legislatură | Parlament/Legislatură |
| Camera Deputaților | Țară                                        | Șef de stat     | Camera Superioară     |                       |
| ------------------ | ------------------------------------------- | --------------- | --------------------- | --------------------- |
| Insulele Falkland  |                                             | Alegeri Directe | Alegeri Directe       |                       |
| Insulele Feroe     |                                             | Alegeri Directe | Alegeri Directe       |                       |
| Fiji               | Alegeri de catre Marele Consiliu al Sefilor | Alegeri Directe | Alegeri Directe       |                       |
| Finland            | Alegeri Directe                             | Alegeri Directe | Alegeri Directe       |                       |
| France             | Alegeri Directe                             | Alegeri Directe | Alegeri Directe       |                       |
| Polinezia Franceză |                                             | Alegeri Directe | Alegeri Directe       |                       |

## G
|                    | Țară                                | Șef de stat     | Parlament/Legislatură | Parlament/Legislatură |
| Camera Deputaților | Țară                                | Șef de stat     | Camera Superioară     |                       |
| ------------------ | ----------------------------------- | --------------- | --------------------- | --------------------- |
| Gabon              | Alegeri Directe                     | Alegeri Directe | Alegeri indirecte     |                       |
| Gambia             | Alegeri Directe                     | Alegeri Directe | Alegeri Directe       |                       |
| Georgia            | Alegeri Directe                     | Alegeri Directe | Alegeri Directe       |                       |
| Germania           | Alegeri de catre Colegiul Electoral | Alegeri Directe |                       |                       |
| Ghana              | Alegeri Directe                     | Alegeri Directe | Alegeri Directe       |                       |
| Gibraltar          |                                     | Alegeri Directe | Alegeri Directe       |                       |
| Grecia             | Alegeri de catre Parlament          | Alegeri Directe | Alegeri Directe       |                       |
| Groenlanda         |                                     | Alegeri Directe | Alegeri Directe       |                       |
| Grenada            | Monarhie                            | Alegeri Directe | Numiri                |                       |
| Guam               | [ 3 ]                               | Alegeri Directe | Alegeri Directe       |                       |
| Guatemala          | Alegeri Directe                     | Alegeri Directe | Alegeri Directe       |                       |
| Guernsey           |                                     | Alegeri Directe | Alegeri Directe       |                       |
| Guinea             | Alegeri Directe                     | Alegeri Directe | Alegeri Directe       |                       |
| Guinea-Bissau      | Alegeri Directe                     | Alegeri Directe | Alegeri Directe       |                       |
| Guyana             | Alegeri de către Parlament          | Alegeri Directe | Alegeri Directe       |                       |

## H
|                   | Tara                                  | Sefi de stat                                             | Parlament/Legislatura                                    | Parlament/Legislatura |
| Camera Deputailor | Tara                                  | Sefi de stat                                             | Camera Superioara                                        |                       |
| ----------------- | ------------------------------------- | -------------------------------------------------------- | -------------------------------------------------------- | --------------------- |
| Haiti             | Alegeri Directe                       | Alegeri Directe                                          | Alegeri Directe                                          |                       |
| Honduras          | Alegeri Directe                       | Alegeri Directe                                          | Alegeri Directe                                          |                       |
| Hong Kong         | Alegeri de către un comitet electoral | Alegeri Directe și Alegeri în funcție de statutul social | Alegeri Directe și Alegeri în funcție de statutul social |                       |
| Ungaria           | Alegeri de către parlament            | Alegeri Directe                                          | Alegeri Directe                                          |                       |

## I
|                    | Țară                                       | Șefi de stat               | Parlament/Legislatură | Parlament/Legislatură |
| Camera Deputaților | Țară                                       | Șefi de stat               | Camera Superioară     |                       |
| ------------------ | ------------------------------------------ | -------------------------- | --------------------- | --------------------- |
| Islanda            | Alegeri Directe                            | Alegeri Directe            | Alegeri Directe       |                       |
| India              | Alegeri de către un colegiu electoral      | Alegeri Directe            | Alegeri Directe       |                       |
| Indonesia          | Alegeri Directe                            | Alegeri Directe            | Alegeri Directe       |                       |
| Iran               | Liderul suprem ales de Ansamblu de Experți | Alegeri Directe            | Alegeri Directe       |                       |
| Irak               | Alegeri de către Parlament                 | Alegeri Directe            | Alegeri Directe       |                       |
| Irlanda            | Alegeri Directe                            | Alegeri Directe            |                       |                       |
| Insula Man         | Tăiere lavda și apoi alegeri               | Alegeri de către Parlament | Alegeri Directe       | Alegeri Directe       |
| Israel             | Alegeri de către Parlament                 | Alegeri Directe            | Alegeri Directe       |                       |
| Italia             | Alegeri de către Parlament                 | Alegeri Directe            | Alegeri Directe       |                       |

## J
|                    | Țară     | Șef de stat     | Parlament/Legislatură | Parlament/Legislatură |
| Camera Deputaților | Țară     | Șef de stat     | Camera Superioară     |                       |
| ------------------ | -------- | --------------- | --------------------- | --------------------- |
| Jamaica            | Monarhie | Alegeri Directe | Numiri                |                       |
| Japonia            | Monarhie | Alegeri Directe | Alegeri Directe       |                       |
| Jersey             |          | Alegeri Directe | Alegeri Directe       |                       |
| Iordan             | Monarhie | Alegeri Directe | Numiri                |                       |

## K
|                    | Țară                       | Șef de stat     | Parlament/Legislatură       | Parlament/Legislatură |
| Camera Deputaților | Țară                       | Șef de stat     | Camera Superioară           |                       |
| ------------------ | -------------------------- | --------------- | --------------------------- | --------------------- |
| Kazakstan          | Aiegeri Directe            | Aiegeri Directe | Alegeri indirecte și Numiri |                       |
| Kenya              | Aiegeri Directe            | Aiegeri Directe | Aiegeri Directe             |                       |
| Kiribati           | Aiegeri Directe            | Aiegeri Directe | Aiegeri Directe             |                       |
| Kosovo             | Alegeri de către Parlament | Alegeri Directe | Alegeri Directe             |                       |
| Kuweit             | Monarhie                   | Alegeri Directe | Alegeri Directe             |                       |
| Kyrgyzstan         | Alegeri Directe            | Alegeri Directe | Alegeri Directe             |                       |

## L
|                    | Tara                       | Sef de stat                              | Parlament/Legislatura                    | Parlament/Legislatura |
| Camera Deputatilor | Tara                       | Sef de stat                              | Camera Superioara                        |                       |
| ------------------ | -------------------------- | ---------------------------------------- | ---------------------------------------- | --------------------- |
| Laos               | Alegeri de către Parlament | Alegeri Directe                          | Alegeri Directe                          |                       |
| Litonia            | Alegeri de către Parlament | Alegeri Directe                          | Alegeri Directe                          |                       |
| Lebanon            | Alegeri de către Parlament | Alegeri Directe                          | Alegeri Directe                          |                       |
| Lesoto             | Monarhie                   | Alegeri Directe                          | Numiri                                   |                       |
| Liberia            | Alegeri Directe            | Alegeri Directe                          | Alegeri Directe                          |                       |
| Libia              | Alegeri de către Parlament | Reprezentanții consiliului popular Basis | Reprezentanții consiliului popular Basis |                       |
| Lichtenstein       | Monarhie                   | Alegeri Directe                          | Alegeri Directe                          |                       |
| Lituania           | Alegeri Directe            | Alegeri Directe                          | Alegeri Directe                          |                       |
| Luxemburg          | Monarchie                  | Alegeri Directe                          | Alegeri Directe                          |                       |

## M
|                    | Tara                                  | Sef de stat      | Parlament/Legislatura       | Parlament/Legislatura |
| Camera Deputatilor | Tara                                  | Sef de stat      | Camera Superioara           |                       |
| ------------------ | ------------------------------------- | ---------------- | --------------------------- | --------------------- |
| Macau              | Alegeri de către un Comitet Electoral | Alegeri Directe  | Alegeri Directe             |                       |
| Macedonia          | Alegeri Directe                       | Alegeri Directe  | Alegeri Directe             |                       |
| Madagascar         | Alegeri Directe                       | Alegeri Directe  | Alegeri Directe             |                       |
| Malawi             | Alegeri Directe                       | Alegeri Directe  | Alegeri Directe             |                       |
| Malaesia           | Alegeri de catre Sefii statelor Malay | Alegeri Directe  | Alegeri indirecte si Numiri |                       |
| Maldive            | Alegeri Directe                       | Alegeri Directe  | Alegeri Directe             |                       |
| Mali               | Alegeri Directe                       | Alegeri Directe  | Alegeri Directe             |                       |
| Malta              | Alegeri de catre Parlament            | Alegeri Directe  | Alegeri Directe             |                       |
| Insulele Marshall  | Alegeri Directe                       | Alegeri Directe  | Alegeri Directe             |                       |
| Mauritania         | Mauritania                            | Direct election  | Direct election             | Alegeri indirecte     |
| Mauritius          | Alegeri de catre Parlament            | Alegeri Directe  | Alegeri Directe             |                       |
| Mayotte            |                                       | Alegeri Directe  | Alegeri Directe             |                       |
| Mexico             | Alegeri Directe                       | Alegeri Directe  | Alegeri Directe             |                       |
| Micronesia         | Alegeri de catre Parlament            | DAlegeri Directe | DAlegeri Directe            |                       |
| Moldova            | Alegeri de catre Parlament            | Alegeri Directe  | Alegeri Directe             |                       |
| Monaco             | Monarhie                              | Alegeri Directe  | Alegeri Directe             |                       |
| Mongolia           | Alegeri Directe                       | Alegeri Directe  | Alegeri Directe             |                       |
| Montenegru         | Alegeri Directe                       | Alegeri Directe  | Alegeri Directe             |                       |
| Montserrat         |                                       | Alegeri Directe  | Alegeri Directe             |                       |
| Moroc              | Monarhie                              | Alegeri Directe  | Alegeri indirecte           |                       |
| Mozambic           | Alegeri Directe                       | Alegeri Directe  | Alegeri Directe             |                       |
| Myanmar            | Auto-Numiri                           | [ 4 ]            | [ 4 ]                       |                       |

## N
|                    | Tara                       | Sef de Stat      | Parlament/Legislatura | Parlament/Legislatura |
| Camera Deputatilor | Tara                       | Sef de Stat      | Camera Superioara     |                       |
| ------------------ | -------------------------- | ---------------- | --------------------- | --------------------- |
| Nagorno Karabah    | Alegeri Directe            | Alegeri Directe  | Alegeri Directe       |                       |
| Namibia            | Alegeri Directe            | Alegeri Directe  | Alegeri îndirecte     |                       |
| Nauru              | Alegeri de catre Parlament | Alegeri Directe  | Alegeri Directe       |                       |
| Nepal              | Alegeri de catre Parlament | Alegeri Directe  | Alegeri Directe       |                       |
| Olanda             | Monarhie                   | Alegeri Directe  | Alegeri îndirecte     |                       |
| Antilele Olandeze  |                            | Alegeri Directe  | Alegeri Directe       |                       |
| Noua Caledonie     |                            | Alegeri Directe  | Alegeri Directe       |                       |
| Noua Zeelanda      | Monarhie                   | Alegeri Directe  | Alegeri Directe       |                       |
| Nicaragua          | Alegeri Directe            | Alegeri Directe  | Alegeri Directe       |                       |
| Niger              | Alegeri Directe            | Alegeri Directe  | Alegeri Directe       |                       |
| Nigeria            | Alegeri Directe            | Alegeri Directe  | Alegeri Directe       |                       |
| Niue               |                            | Alegeri Directe  | Alegeri Directe       |                       |
| Norfolk            |                            | Alegeri Directe  | Alegeri Directe       |                       |
| Coreea de Nord     | Deceased                   | Alegeri Directe  | Alegeri Directe       |                       |
| Ciprul de Nord     | Alegeri Directe            | DAlegeri Directe | DAlegeri Directe      |                       |
| Irlanda de Nord    |                            | Alegeri Directe  | Alegeri Directe       |                       |
| Northern Marianas  | [ 6 ]                      | Alegeri Directe  | Alegeri Directe       |                       |
| Norvegia           | Monarhie                   | Alegeri Directe  | Alegeri Directe       |                       |

## O
|                    | Țară     | Șef de stat       | Parlament/Legislatură | Parlament/Legislatură |
| Camera Deputaților | Țară     | Șef de stat       | Camera Superioară     |                       |
| ------------------ | -------- | ----------------- | --------------------- | --------------------- |
| Oman               | Monarhie | Alegeri îndirecte | Numiri                |                       |

## P
|                    | Țară                       | Șef de stat     | Parlament/Legislatură | Parlament/Legislatură |
| Camera Deputaților | Țară                       | Șef de stat     | Camera Superioară     |                       |
| ------------------ | -------------------------- | --------------- | --------------------- | --------------------- |
| Pakistan           | Alegeri de către Parlament | Alegeri Directe | Alegeri îndirecte     |                       |
| Palau              | Alegeri Directe            | Alegeri Directe | Alegeri Directe       |                       |
| Palestina          | Alegeri Directe            | Alegeri Directe | Alegeri Directe       |                       |
| Panama             | Alegeri Directe            | Alegeri Directe | Alegeri Directe       |                       |
| Papua Noua Guinea  | Monarhie                   | Alegeri Directe | Alegeri Directe       |                       |
| Paraguai           | Alegeri Directe            | Alegeri Directe | Alegeri Directe       |                       |
| Peru               | Alegeri Directe            | Alegeri Directe | Alegeri Directe       |                       |
| Philippines        | Alegeri Directe            | Alegeri Directe | Alegeri Directe       |                       |
| Polonia            | Alegeri Directe            | Alegeri Directe | Alegeri Directe       |                       |
| Portugalia         | Alegeri Directe            | Alegeri Directe | Alegeri Directe       |                       |
| Puerto Rico        | [ 7 ]                      | Alegeri Directe | Alegeri Directe       |                       |

## Q
|                    | Țară     | Șefi de stat | Parlament/Legislatură | Parlament/Legislatură |
| Camera Deputaților | Țară     | Șefi de stat | Camera Superioară     |                       |
| ------------------ | -------- | ------------ | --------------------- | --------------------- |
| Qatar              | Monarhie | Mumiri       | Mumiri                |                       |

## R
|                    | Țară            | Șefi de stat    | Parlament/Legislatură       | Parlament/Legislatură       |
| Camera Deputaților | Țară            | Șefi de stat    | Camera Superioară           |                             |
| ------------------ | --------------- | --------------- | --------------------------- | --------------------------- |
| România            | Alegeri Directe | Alegeri Directe | Alegeri Directe             | Alegeri Directe             |
| Rusia              | Alegeri Directe | Alegeri Directe | Alegeri indirecte și Numiri | Alegeri indirecte și Numiri |
| Rwanda             | Alegeri Directe | Alegeri Directe | Alegeri indirecte și Numiri |                             |

## S
|                    | Țară                                  | Șefi de stat                                             | Parlament/Legislatură                         | Parlament/Legislatură |
| Camera Deputaților | Țară                                  | Șefi de stat                                             | Camera Superioară                             |                       |
| ------------------ | ------------------------------------- | -------------------------------------------------------- | --------------------------------------------- | --------------------- |
| Sfânta Elena       |                                       | Alegeri Directe                                          | Alegeri Directe                               |                       |
| Sfânta Lucia       | Monarhie                              | Alegeri Directe                                          | Numiri                                        |                       |
| Sfântu Pierre      |                                       | Alegeri Directe                                          | Alegeri Directe                               |                       |
| Samoa              | Alegeri de catre Parlament            | Alegeri Directe                                          | Alegeri Directe                               |                       |
| San Marino         | Alegeri de catre Parlament            | Alegeri Directe                                          | Alegeri Directe                               |                       |
| Arabia Saudită     | Monarhie                              | Mumiri                                                   | Mumiri                                        |                       |
| Scoția             |                                       | Alegeri Directe                                          | Alegeri Directe                               |                       |
| Senegal            | Alegeri Directe                       | DAlegeri Directe                                         | DAlegeri Directe                              |                       |
| Serbia             | Alegeri Directe                       | Alegeri Directe                                          | Alegeri Directe                               |                       |
| Seychells          | Alegeri Directe                       | Alegeri Directe                                          | Alegeri Directe                               |                       |
| Sierra Leone       | Alegeri Directe                       | Alegeri Directe                                          | Alegeri Directe                               |                       |
| Singapore          | Alegeri Directe                       | Alegeri Directe                                          | Alegeri Directe                               |                       |
| Slovacia           | Alegeri Directe                       | Alegeri Directe                                          | Alegeri Directe                               |                       |
| Slovenia           | Alegeri Directe                       | Alegeri Directe                                          | Reprezentanții grupurilor de interes          |                       |
| Insulele Solomon   | Monarhie                              | Alegeri Directe                                          | Alegeri Directe                               |                       |
| Somalia            | Tranzitie                             | Tranzitie                                                | Tranzitie                                     |                       |
| Somaliland         | Alegeri Directe                       | Alegeri Directe                                          | Lideri Tradiționali                           |                       |
| Africa de Sud      | Alegeri Directe                       | Alegeri Directe                                          | Alegeri îndirecte                             |                       |
| Coreea de Sud      | Alegeri Directe                       | Alegeri Directe                                          | Alegeri Directe                               |                       |
| Spania             | Monarhie                              | Alegeri Directe                                          | Alegeri Directe și Indirecte                  |                       |
| Sri Lanka          | Alegeri Directe                       | Alegeri Directe                                          | Alegeri Directe                               |                       |
| Sudan              | Alegeri Directe                       | Numiri în funcție de tranziție                           | Indirect election                             |                       |
| Surinam            | Alegeri de către un colegiu electoral | Alegeri Directe                                          | Alegeri Directe                               |                       |
| Swaziland          | Monarhie                              | Alegeri de către un consiliu local tradițional și numiri | Alegeri de către camera deputaților și numiri |                       |
| Suedia             | Monarhie                              | Alegeri Directe                                          | Alegeri Directe                               |                       |
| Syria              | Aprobare prin referendum              | Alegeri Directe                                          | Alegeri Directe                               |                       |

## T
|                            | Țară                       | Șefi de stat     | Parlament/Legislatură        | Parlament/Legislatură |                 |
| Camera Deputaților         | Țară                       | Șefi de stat     | Camera Superioară            |                       |                 |
| -------------------------- | -------------------------- | ---------------- | ---------------------------- | --------------------- | --------------- |
| Taiwan (Republica Chineză) | Alegeri Directe            | Alegeri Directe  | Alegeri Directe              |                       |                 |
| Alegeri în Țara Galilor    |                            | Alegeri Directe  | Alegeri Directe              |                       |                 |
| Tajikistan                 | Alegeri Directe            | Alegeri Directe  | Alegeri indirecte și numiri  |                       |                 |
| Tanzania                   | Alegeri Directe            | Alegeri Directe  | Alegeri Directe              |                       |                 |
| Tailanda                   | Monarhie                   | Alegeri Directe  | Alegeri Directe și Indirecte |                       |                 |
| Togo                       | Alegeri Directe            | Alegeri Directe  | Alegeri Directe              |                       |                 |
| Tokelau                    |                            | Alegeri Directe  | Alegeri Directe              |                       |                 |
| Tonga                      | Monarhie                   | Transnistria     | Alegeri Directe              | Alegeri Directe       | Alegeri Directe |
| Trinidad and Tobago        | Alegeri de către Parlament | Alegeri Directe  | Numiri                       |                       |                 |
| Tunisia                    | Alegeri Directe            | Alegeri Directe  | Alegeri indirecte și Numiri  |                       |                 |
| Turcia                     | Alegeri Directe            | DAlegeri Directe | DAlegeri Directe             |                       |                 |
| Turkmenistan               | Alegeri Directe            | Alegeri Directe  | Alegeri Directe              |                       |                 |
| Tuvalu                     | Monarhie                   | Alegeri Directe  | Alegeri Directe              |                       |                 |

## U
|                    | Țară                                                    | Șef de stat     | Parlament/Legislatură       | Parlament/Legislatură |
| Camera Deputaților | Țară                                                    | Șef de stat     | Camera Superioară           |                       |
| ------------------ | ------------------------------------------------------- | --------------- | --------------------------- | --------------------- |
| Uganda             | Alegeri Directe                                         | Alegeri Directe | Alegeri Directe             |                       |
| Ucraina            | Alegeri Directe                                         | Alegeri Directe | Alegeri Directe             |                       |
| S.U.A              | Alegeri indirecte/alegeri de către un colegiu electoral | Alegeri Directe | Alegeri Directe             |                       |
| Uruguai            | Alegeri Directe                                         | Alegeri Directe | Alegeri Directe             |                       |
| Uzbekistan         | Alegeri Directe                                         | Alegeri Directe | Alegeri indirecte și Numiri |                       |

## V
|                    | Țară                       | Șef de stat     | Parlament/Legislatură | Parlament/Legislatură |
| Camera Deputaților | Țară                       | Șef de stat     | Camera Superioară     |                       |
| ------------------ | -------------------------- | --------------- | --------------------- | --------------------- |
| Vanuatu            | Alegeri de către Parlament | Alegeri Directe | Alegeri Directe       |                       |
| Vatican            | Alegeri de către Cardinali | Numiri          | Numiri                |                       |
| Venezuela          | Alegeri Directe            | Alegeri Directe | Alegeri Directe       |                       |
| Vietnam            | Alegeri de către Parlament | Alegeri Directe | Alegeri Directe       |                       |

## W
|                    | Țară | Șef de stat     | Parlament/Legislatură | Parlament/Legislatură |
| Camera Deputaților | Țară | Șef de stat     | Camera Superioară     |                       |
| ------------------ | ---- | --------------- | --------------------- | --------------------- |
| Wallis și Futuna   |      | Alegeri Directe | Alegeri Directe       |                       |

## Y
|                    | Țară            | Șef de stat     | Parlament/Legislatură | Parlament/Legislatură |
| Camera Deputaților | Țară            | Șef de stat     | Camera Superioară     |                       |
| ------------------ | --------------- | --------------- | --------------------- | --------------------- |
| Yemen              | Alegeri Directe | Alegeri Directe | Alegeri Directe       |                       |

## Z
|                    | Țară            | Șef de stat     | Parlament/Legislatură | Parlament/Legislatură |
| Camera Deputaților | Țară            | Șef de stat     | Camera Superioară     |                       |
| ------------------ | --------------- | --------------- | --------------------- | --------------------- |
| Zambia             | Alegeri Directe | Alegeri Directe | Alegeri Directe       |                       |
| Zimbabwe           | Alegeri Directe | Alegeri Directe | Alegeri Directe       |                       |

## Vezi și
- Listă de articole referitoare la politica după țări